# Нуцлео Индустријале Пиле (Л'Аквила)
Нуцлео Индустријале Пиле (итал. Nucleo Industriale Pile) је насеље у Италији у округу Л'Аквила, региону Абруцо.
Према процени из 2011. у насељу је живело 17 становника. Насеље се налази на надморској висини од 633 м.